# Blindenmarkt
Blindenmarkt ist eine Marktgemeinde mit 2768 Einwohnern (Stand 1. Jänner 2024) im Mostviertel im Bezirk Melk in Niederösterreich (Österreich).

## Geografie
Blindenmarkt liegt im Tal der Ybbs 8 km östlich von Amstetten. In Blindenmarkt fließt der Blindbach in den Triesenegger Bach.

### Gemeindegliederung
Das Gemeindegebiet besteht seit 2018 aus zwei Ortschaften (Einwohner Stand 1. Jänner 2024):
- Blindenmarkt (2496)
- Hubertendorf (272)

Bis 2017 wurden noch die Ortschaften Atzelsdorf, Kottingburgstall und Weitgraben geführt. Weitere Ortsteile sind Dreihäusl, Fürholz, Harland, Schlögelwiese und Schön.
Die Gemeinde besteht aus drei Katastralgemeinden (Fläche Stand 31. Dezember 2023):
- Blindenmarkt (469,35 ha)
- Kottingburgstall (644,27 ha)
- Weitgraben (590,84 ha)

### Nachbargemeinden

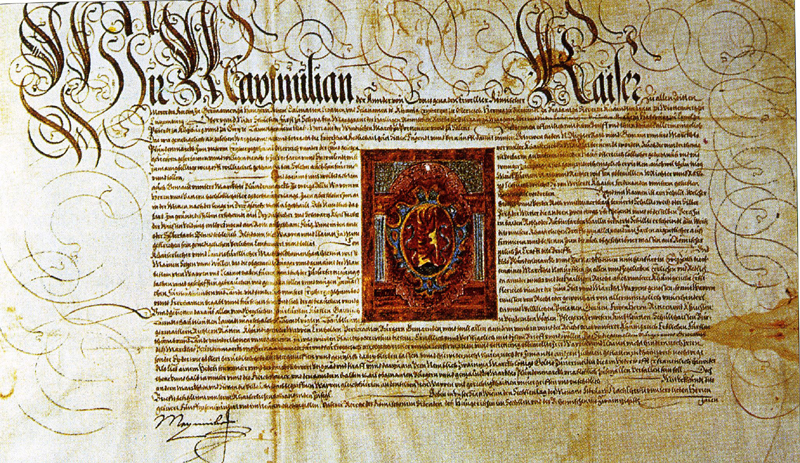
2. Wappenbrief der Gemeinde Blindenmarkt

| Neustadtl an der Donau   |                                             | St. Martin-Karlsbach   |
| St. Georgen am Ybbsfelde | Kompassrose, die auf Nachbargemeinden zeigt | Neumarkt an der Ybbs   |
|                          | Ferschnitz                                  | Steinakirchen am Forst |

## Geschichte
Eine Besiedlung in der Bronzezeit wurde durch den Fund von 38 Hockergräbern nachgewiesen. Durch den Schotterabbau wurden Teile davon zerstört, dennoch blieben Schüsseln, Tassen, Bronzespiralen und -nadeln erhalten. Aus der Zeit der Kelten entdeckte man in einer Schottergrube bei Schloss Hubertendorf Gefäßscherben.
Die erste urkundliche Erwähnung erfolgte 1220 als „Plintenmarct“ in einem Passauer Urbar.
Blindenmarkt wurde bereits 1522 durch den späteren Kaiser Ferdinand I. zum Markt erhoben. Doch dieser Wappenbrief ging bereits einige Jahre später im Zuge der ersten Türkenbelagerung verloren und wurde 1569 durch Maximilian II. erneuert.
1772 wurde die Pfarrkirche (zur Heiligen Anna) erbaut.
In den napoleonischen Kriegen (1809) wurde der Ort schwer in Mitleidenschaft gezogen.
1835 bis 1898 bestand im Ort eine Bierbrauerei, 1856 bis 1858 wurde der Bahnhof Blindenmarkt erbaut und der Ort an die (heutige) Westbahn angebunden. 1875 wütete ein Großbrand und brannte die Kirche, die Schule und den Pfarrhof nieder. Bereits 1903, also sehr zeitig, gab es in Blindenmarkt durch ein kleines privates Wasserkraftwerk elektrischen Strom. In den Jahren 1927 bis 1938 war in Blindenmarkt eine bäuerliche Fortbildungsschule untergebracht, die Blindenmarkt zu mehr Bedeutung verhalf. Laut Adressbuch von Österreich waren im Jahr 1938 in der Ortsgemeinde Blindenmarkt zwei Ärzte, ein Tierarzt, drei Taxiunternehmer, zwei Bäcker, ein Baumeister, drei Tankstellen, drei Binder, drei Butter- und Eierhandlungen, ein Devotionalienhändler, zwei Fahrrad- und Nähmaschinenhändler, zwei Fleischer, zwei Friseure, sechs Gastwirte, vier Gemischtwarenhändler, ein Glaser, eine Hebamme, zwei Holzhändler, ein Landesproduktehändler, ein Landmaschinenhändler, ein Rauchfangkehrer, ein Sattler, zwei Schlosser, ein Schmied, vier Schneider und vier Schneiderinnen, vier Schuster, ein Spengler, drei Tischler, ein Uhrmacher, zwei Viehhändler, ein Viktualienhändler, zwei Wagner, ein Zementwarenfabrikant und mehrere Landwirte ansässig. Außerdem gab es ein Armenspital, ein Elektrizitätswerk, ein Sägewerk, einen Steinbruch eine Sparkasse und eine Ziegelei.

### Bevölkerungsentwicklung
| Blindenmarkt: Einwohnerzahlen von 1869 bis 2024     | Blindenmarkt: Einwohnerzahlen von 1869 bis 2024 | Blindenmarkt: Einwohnerzahlen von 1869 bis 2024 | Blindenmarkt: Einwohnerzahlen von 1869 bis 2024 | Blindenmarkt: Einwohnerzahlen von 1869 bis 2024 |
| --------------------------------------------------- | ----------------------------------------------- | ----------------------------------------------- | ----------------------------------------------- | ----------------------------------------------- |
| Jahr                                                |                                                 |                                                 |                                                 | Einwohner                                       |
| 1869                                                | 1869                                            |                                                 | 1.047                                           | 1.047                                           |
| 1880                                                | 1880                                            |                                                 | 1.117                                           | 1.117                                           |
| 1890                                                | 1890                                            |                                                 | 1.110                                           | 1.110                                           |
| 1900                                                | 1900                                            |                                                 | 1.076                                           | 1.076                                           |
| 1910                                                | 1910                                            |                                                 | 1.179                                           | 1.179                                           |
| 1923                                                | 1923                                            |                                                 | 1.218                                           | 1.218                                           |
| 1934                                                | 1934                                            |                                                 | 1.338                                           | 1.338                                           |
| 1939                                                | 1939                                            |                                                 | 1.526                                           | 1.526                                           |
| 1951                                                | 1951                                            |                                                 | 1.477                                           | 1.477                                           |
| 1961                                                | 1961                                            |                                                 | 1.533                                           | 1.533                                           |
| 1971                                                | 1971                                            |                                                 | 1.833                                           | 1.833                                           |
| 1981                                                | 1981                                            |                                                 | 2.052                                           | 2.052                                           |
| 1991                                                | 1991                                            |                                                 | 2.218                                           | 2.218                                           |
| 2001                                                | 2001                                            |                                                 | 2.373                                           | 2.373                                           |
| 2011                                                | 2011                                            |                                                 | 2.556                                           | 2.556                                           |
| 2021                                                | 2021                                            |                                                 | 2.752                                           | 2.752                                           |
| 2024                                                | 2024                                            |                                                 | 2.768                                           | 2.768                                           |
| Quelle(n): Statistik Austria, Gebietsstand 1.1.2021 |                                                 |                                                 |                                                 |                                                 |

## Kultur und Sehenswürdigkeiten

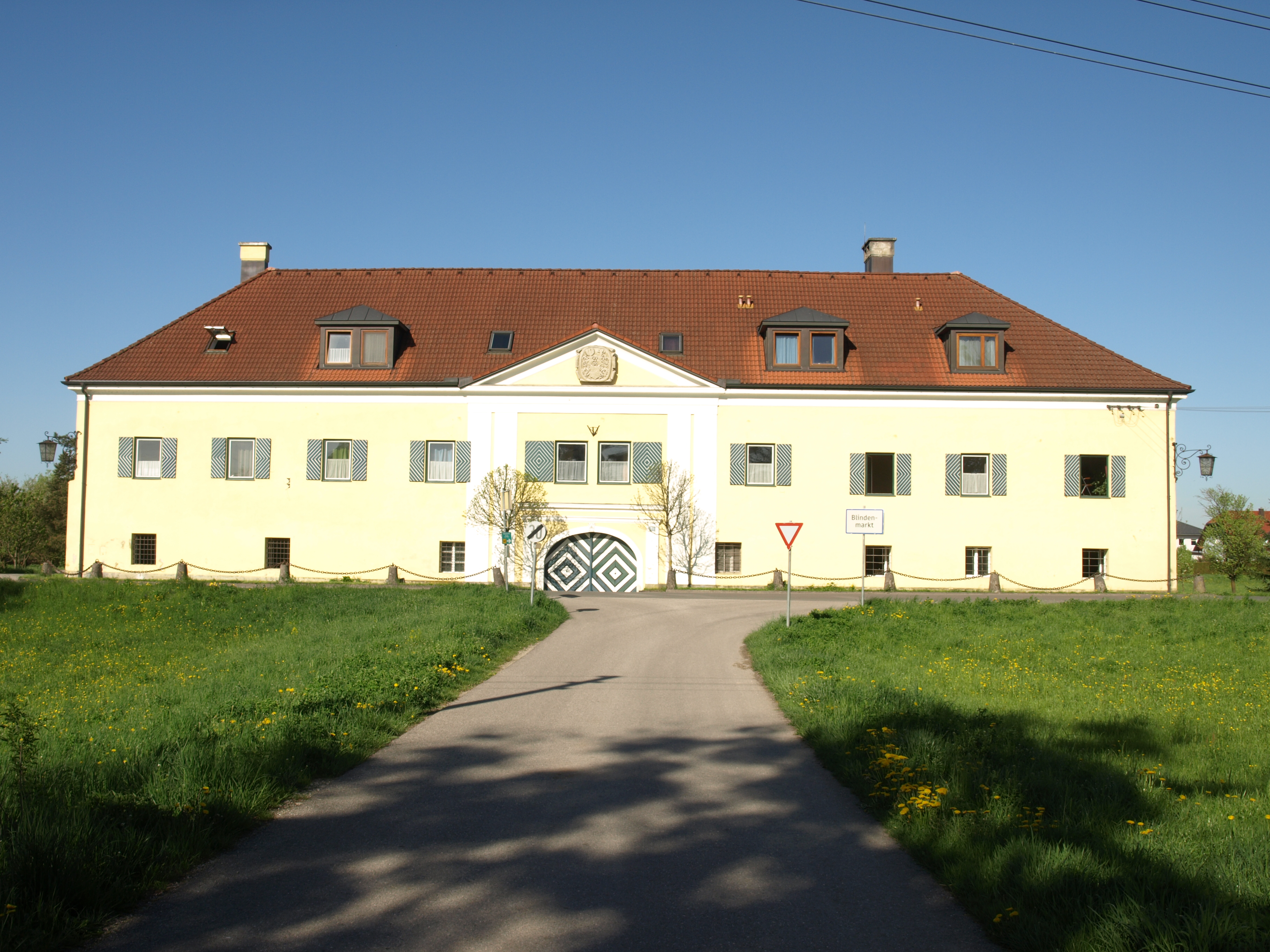
Schloss Auhof

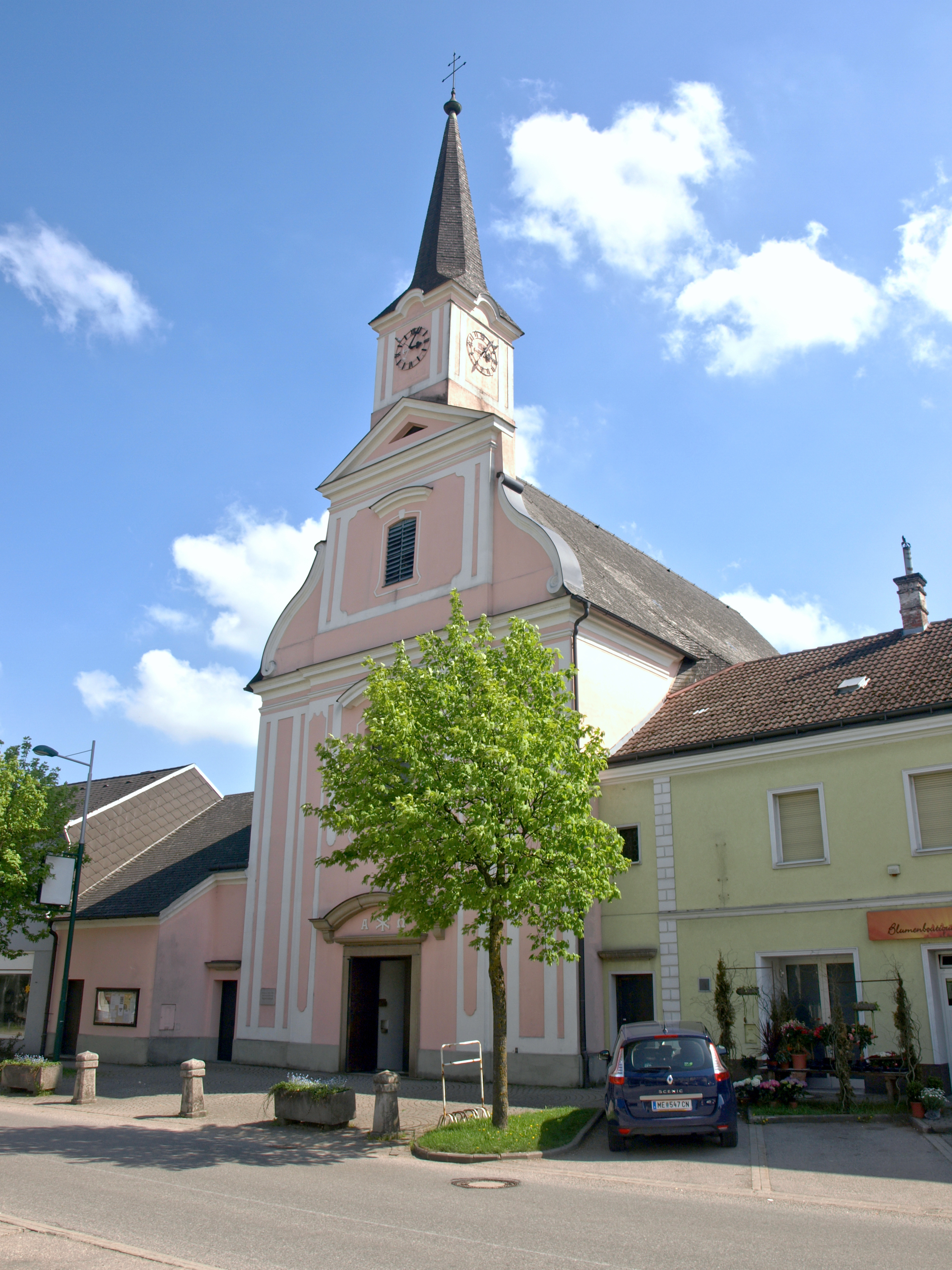
Pfarrkirche Blindenmarkt

### Bauwerke
- Schloss Auhof: Das Schloss gehört seit 1994 der katholischen Ordensgemeinschaft Diener Jesu und Mariens (SJM).
- Katholische Pfarrkirche Blindenmarkt hl. Anna

### Veranstaltungen
- Herbsttage Blindenmarkt

### Sport
- SV Union Raika Blindenmarkt
- Desaster Supper Organisation
- Tennis Club Blindenmarkt
- Tria-Team NÖ West
- ÖTB Turnverein Blindenmarkt
- Turnzentrum Blindenmarkt
- Eisschützenverein ESV Blindenmarkt
- Sportfischerverein Blindenmarkt

### Vereine
- Ortsentwicklungsverein „Gemeinsam für Blindenmarkt“
- Rapidfanclub „Green White Devils“
- Rotes Kreuz Ortsstelle Blindenmarkt
- JRK-Blindenmarkt
- Verein zur Unterstützung der Blaulichtorganisationen der Marktgemeinde Blindenmarkt
- Jugend- und Trachtenkapelle Blindenmarkt
- Sundabier e. V.
- Freiwillige Feuerwehr Blindenmarkt
- Freiwillige Jugend Feuerwehr Blindenmarkt
- Motorrad Club Screw-Drivers Blindenmarkt
- Blindenmarkter Ausee Fürsten

## Wirtschaft und Infrastruktur
Die Anzahl der landwirtschaftlichen Betriebe sank von 68 im Jahr 1999 auf 35 im Jahr 2010. Davon waren 14 Vollerwerbsbauern. Von 2001 bis 2011 sank die Anzahl der Produktionsbetriebe nur leicht von 17 auf 14, die Anzahl der Dienstleistungsbetriebe wuchs stark von 64 auf 106.

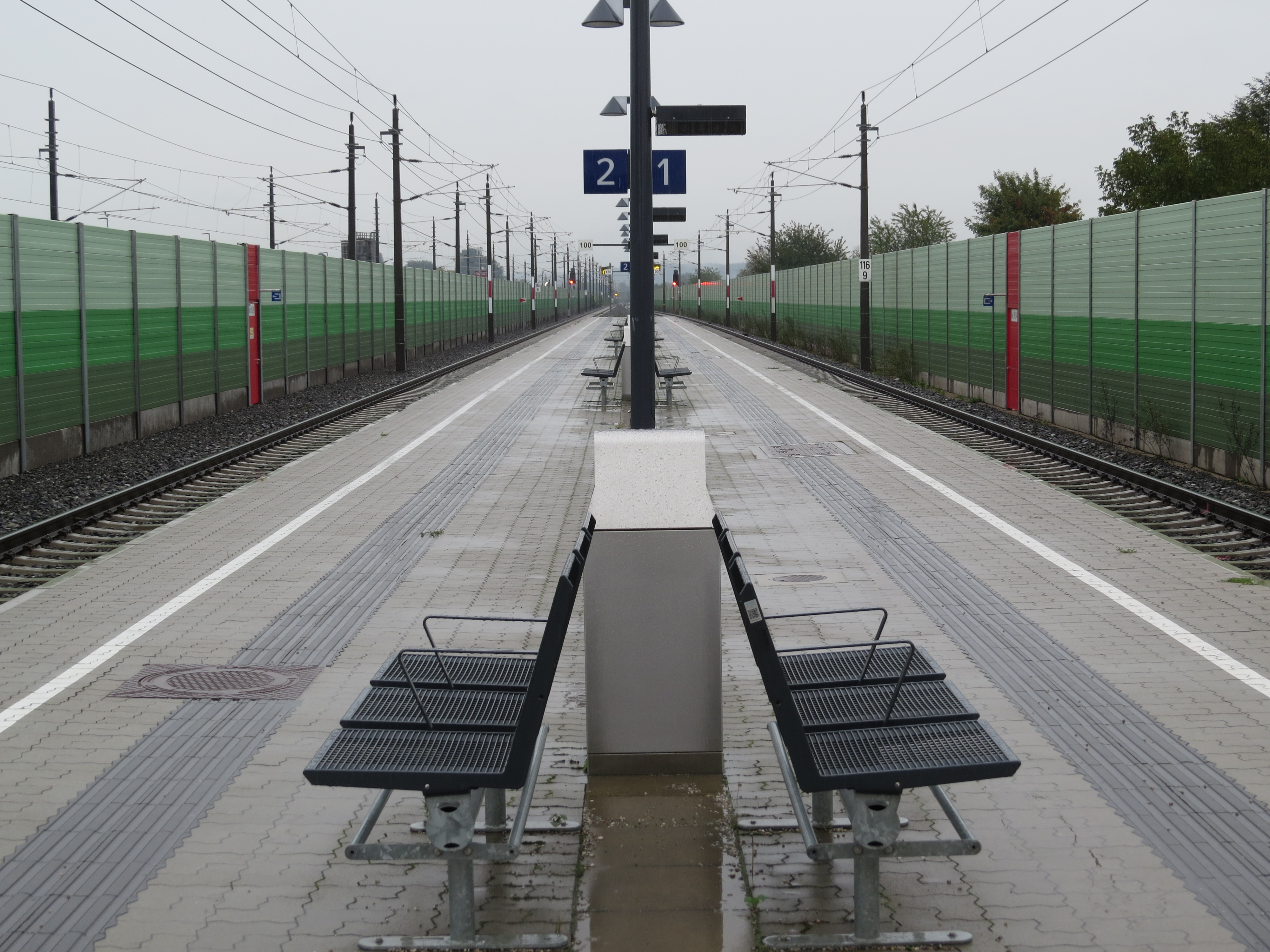
Bahnhof Blindenmarkt

### Verkehr
- Eisenbahn: In der Gemeinde befindet sich ein Bahnhof an der Westbahn.[8]
- Straße: Blindenmarkt liegt an den wichtigsten Ost-West-Verbindungen des Landes, nämlich der Westautobahn A 1, der Wiener Straße B 1.

### Öffentliche Einrichtungen
In der Gemeinde gibt es zwei Kindergärten, eine Volksschule und eine Neue Mittelschule.

## Politik

### Gemeinderat
Der Gemeinderat hat 21 Mitglieder.
- Mit den Gemeinderatswahlen in Niederösterreich 1990 hatte der Gemeinderat folgende Verteilung: 15 ÖVP, 5 SPÖ, und 1 Bürgerforum Blindenmarkt.
- Mit den Gemeinderatswahlen in Niederösterreich 1995 hatte der Gemeinderat folgende Verteilung: 16 ÖVP, 4 SPÖ, und 1 Bürgerforum Blindenmarkt.[11]
- Mit den Gemeinderatswahlen in Niederösterreich 2000 hatte der Gemeinderat folgende Verteilung: 13 ÖVP, 4 SPÖ, 3 FPÖ, und 1 Grünes Blindenmarkt.[12]
- Mit den Gemeinderatswahlen in Niederösterreich 2005 hatte der Gemeinderat folgende Verteilung: 12 ÖVP, 5 SPÖ, und 4 FPÖ.[13]
- Mit den Gemeinderatswahlen in Niederösterreich 2010 hatte der Gemeinderat folgende Verteilung: 11 ÖVP, 6 FPÖ, 3 SPÖ, und 1 Freie Wähler.[14]
- Mit den Gemeinderatswahlen in Niederösterreich 2015 hatte der Gemeinderat folgende Verteilung: 11 ÖVP, 7 FPÖ, 2 SPÖ, und 1 Freie Wähler.[15]
- Nach der Suspendierung von Martin Huber aus der FPÖ im September 2019 änderte sich die Zusammensetzung auf 11 ÖVP, 6 FPÖ, 2 SPÖ, 1 Freie Wähler und 1 parteiloser.
- Mit den Gemeinderatswahlen in Niederösterreich 2020 hatte der Gemeinderat folgende Verteilung: 13 ÖVP, 5 Plan B – B wie Blindenmarkt, 2 SPÖ und 1 Freie Wähler (LISTE).[16]
- Mit den Gemeinderatswahlen in Niederösterreich 2025 hat der Gemeinderat folgende Verteilung: 14 ÖVP, 6 Plan B – B wie Blindenmarkt und 1 SPÖ.[17]

### Bürgermeister
- bis 2007 Franz Haberfellner (ÖVP)
- 2007–2023 Franz Wurzer (ÖVP)
- seit 2023 Albert Brandstetter (ÖVP)

### Wappen
Das Marktwappen stammt von Kaiser Ferdinand I aus der Zeit 1522–1529. Das Dokument ging verloren, erhalten blieb die Erneuerung des Wappenbriefes von Kaiser Maximilian II aus dem Jahr 1569.

## Persönlichkeiten
- Josef Burchartz (* 1970), Musikvirtuose und Komponist
- Hans Canon (1829–1885), Maler und Porträtist
- Ewald Crha (* 1974), Behindertenbetreuer-Leiter und Historiker
- Kurt Dlouhy (* 1949), Dirigent und Hochschullehrer
- Michael Garschall (* 1967), Intendant der Oper Klosterneuburg und der Herbsttage Blindenmarkt
- Georg Geyer (1857–1936), Geologe und Paläontologe
- Alfred Gundacker (1918–2001), Komponist, Musiker und Pädagoge
- Paulus Hochgatterer (* 1961), Psychiater und Schriftsteller
- Leopold Hehenberger (* 1951), Lehrer, Mostexperte und Lebensretter
- Albert Lichtblau (* 1954), Historiker
- Willi Narowetz (* 1951), Koch, Musiker, Schauspieler und Komiker
- Hans Neuhauser (* 1933), Lehrer, Chordirektor und Komponist